# Paleozoologia
Paleozoologia é o ramo da biologia que estuda os fósseis, ou seja, os restos mineralizados de animais que existiram há muitos milhares e milhões de anos, na vida da Terra.
A paleontologia trabalha em estreita ligação com a geologia, que lhe deve fornecer o processo em que determinada formação rochosa se formou e em que altura da vida da Terra - datação.
Paleobotânica é o estudo dos fósseis de plantas.
Esta divisão provém do facto de durante muitos anos os seres vivos serem classificados quer como plantas - e estudados pelos botânicos - quer como animais - estudados pelos zoologistas.
Os paleontólogos também estudam restos fossilizados de plantas e animais, mas no sentido de comprenderem as actividades humanas em determinado período da história da Terra, tais como os hábitos alimentares, a criação de animais ou cultura de plantas, comércio desses organismos, etc.
Enquanto os fósseis especulativos dos primeiros animais (na forma de esponjas primitivas como Otavia) podem ser datados do período Tônico tardio do meio da era Neoproterozoica, os restos de metazoários macroscópicos definitivos são encontrados principalmente no registro fóssil desde o período Ediacarano em diante, embora não se tornem comuns até após a Explosão Cambriana, e fósseis de vertebrados não se tornam comuns até o final do período Devoniano na segunda metade da era Paleozoica. Talvez o grupo de macrofósseis mais conhecido seja o dos dinossauros. Outros macrofósseis de origem animal popularmente conhecidos incluem trilobitas, crustáceos, equinodermos, braquiópodes, moluscos, peixes ósseos, tubarões, dentes de vertebrados e conchas de numerosos grupos de invertebrados. Isso se deve ao fato de que partes orgânicas duras, como ossos, dentes e conchas, resistem à decomposição e são os fósseis de animais mais comumente preservados e encontrados. Consequentemente, os animais exclusivamente de corpo mole, como as águas-vivas, os vermes achatados, os nematoides e os anelídeos, raramente se fossilizam, pois esses grupos têm poucos tecidos mineralizados que podem sobreviver aos processos geológicos, embora possam ser preservados vestígios fósseis de sua existência e atividades.
1. ↑  Van Valen, Leigh (17 de março de 1972). «Paleontology: A Commentary:             Vertebrate Paleozoology             . Everett C. Olson. Wiley-Interscience, New York, 1971. xvi, 840 pp., illus. $29.95.». Science (4027): 1237–1237. ISSN 0036-8075. doi:10.1126/science.175.4027.1237-b. Consultado em 5 de junho de 2025 line feed character character in |título= at position 28 (ajuda)